# Carolina Kopelioff
Carolina Kopelioff (* 30. August 1996 in Buenos Aires) ist eine argentinische Schauspielerin und Sängerin.

## Leben und Karriere
Kopelioff fokussierte sich neben dem Singen und Tanzen aufs Theater und auf Musicals. In diesen Sparten wurde sie bereits mehrfach in einer Hauptrolle besetzt.
Seit April 2016 spielt Kopelioff in der argentinischen Telenovela Soy Luna die Rolle der Nina Simonetti, einer schüchternen Streberin, die die beste Freundin von Luna ist. Um in dieser Rolle besetzt zu werden, musste sie insgesamt zehn Mal vorsprechen. Es ist ihre erste größere Rolle in einer Produktion fürs Fernsehen.

## Filmografie
- 2016–2018: Soy Luna (Fernsehserie, 220 Folgen)
- 2019: El gran combo
- 2020: Giro de Ases
- 2021: La Calor
- 2021: Mi Amigo Hormiga (Fernsehserie, 5 Folgen)
- 2022: Supernova (Fernsehserie, 4 Folgen)
- 2023: Selenkay (Fernsehserie, 8 Folgen)